# Liste d'arbres remarquables en Eure-et-Loir

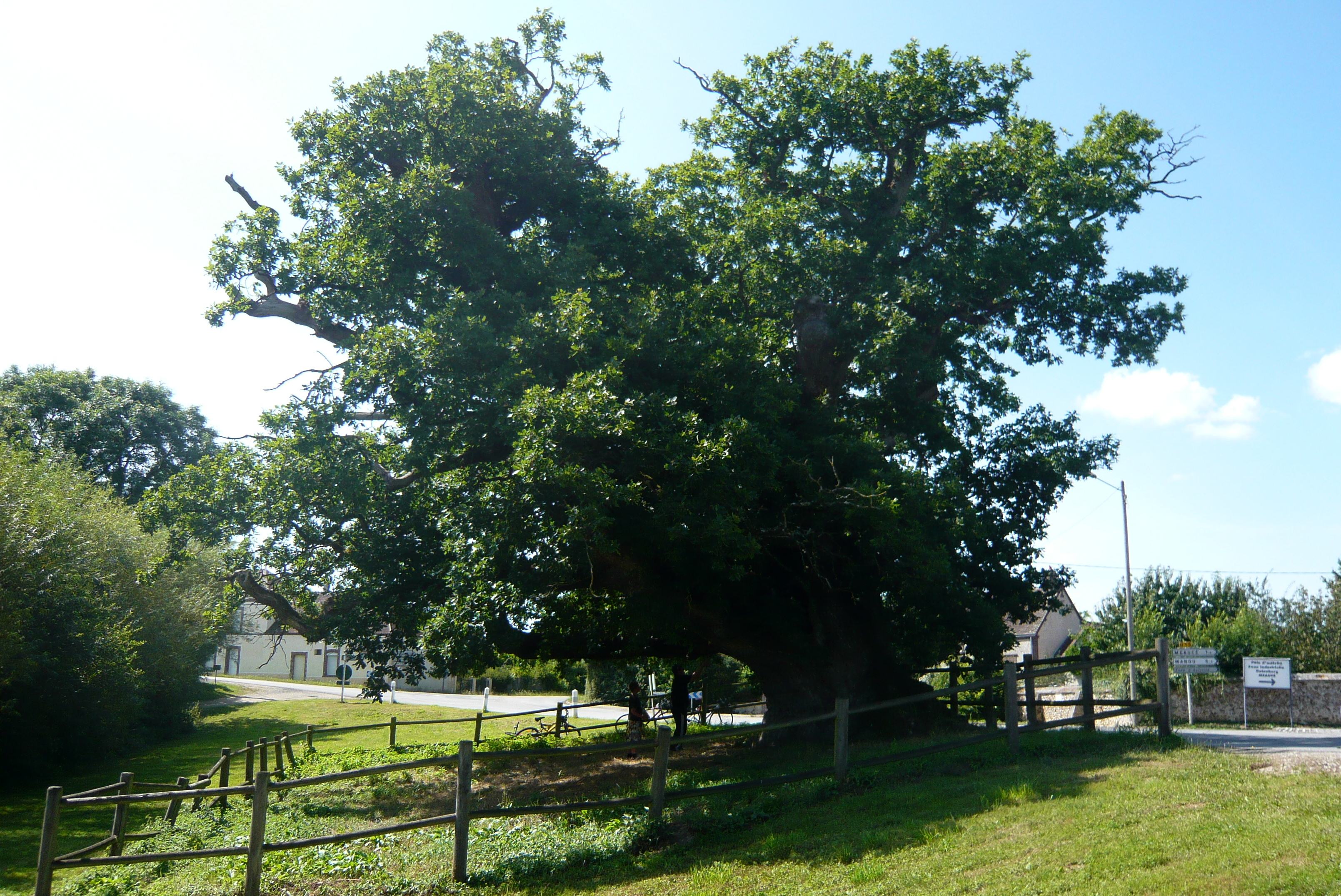
Chêne pédonculé planté en 1370 (environ), le plus vieil arbre du département, Meaucé, 2014.

La liste ci-dessous répertorie des arbres remarquables du département français d'Eure-et-Loir, qu'ils aient obtenu ou non le label « Arbre remarquable de France » décerné par l'association ARBRES.
Le  département regroupe, en 2022, huit arbres labellisés « Arbre remarquable de France ». D'autres spécimens sont également remarqués et font, éventuellement, l'objet d'une demande de labellisation en cours.

## Liste
| Commune                                    | lieu-dit                                                                       | essence                                                          | date de plantation | hauteur                        | circonférence          | date du label ARBRES | accessibilité | illustration |
| ------------------------------------------ | ------------------------------------------------------------------------------ | ---------------------------------------------------------------- | ------------------ | ------------------------------ | ---------------------- | -------------------- | ------------- | ------------ |
| Auneau-Bleury-Saint-Symphorien             | cimetière Saint-Rémy                                                           | noyer d'Amérique entremêlé,                                      |                    | 22 m                           | 2,90 m                 | -                    | oui           |              |
| Barjouville                                | rive droite de l'Eure                                                          | cyprès chauves (groupe),                                         |                    | 33 m (le plus grand)           | 4,90 m (le plus gros)  | -                    | oui           |              |
| Berchères-sur-Vesgre                       | cimetière                                                                      | pins noirs d'Autriche (2),                                       | 1850 (environ)     | 17 m                           | 2,40 m 2,35 m          | -                    | oui           |              |
| Le Boullay-Thierry                         | rue des Tilleuls, allée d'environ 500 mètres de long, constituée de 178 arbres | tilleuls (alignement),                                           | 1741               | 21 m                           | 1,70 m (en moyenne)    | -                    | oui           |              |
| Champrond-en-Gâtine                        | bois Landry                                                                    | chêne « Les quatre Frères »,                                     | bicentenaire       | 31 m                           | 7 m                    | 2020                 | privé         |              |
| Chartres                                   | jardin d'horticulture                                                          | ginkgo biloba, « Arbre aux 40 écus »                             |                    | 28 m                           | 5,50 m                 | -                    | oui           |              |
| Chartres                                   | Mur nord de la collégiale Saint-André                                          | Paulownia tomentosa, « Arbre impérial »                          |                    |                                |                        | -                    | oui           |              |
| Chartres                                   | parc André Gagnon                                                              | Araucaria, « Désespoir des singes »                              | 1975 (environ)     | 13,50 m                        | 1,75 m                 | -                    | oui           |              |
| Chartres                                   | square des Maréchaux                                                           | tilleul argenté,                                                 |                    |                                |                        | -                    | oui           |              |
| Chartres                                   | jardin de Sakuraï                                                              | hêtre pourpre,                                                   |                    |                                |                        | -                    | oui           |              |
| Chartres                                   | place des vieux-Capucins, angle rue des Réservoirs rue des Comtesses           | Ulmus minor, « Orme champêtre »                                  | centenaire         | 23 m                           | 2,75 m                 | -                    | oui           |              |
| Châteaudun                                 | bois des Gâts                                                                  | robinier faux acacia                                             |                    | 17 m                           | 4,85 m                 | -                    | oui           |              |
| Dammarie                                   |                                                                                | sequoia                                                          | bicentenaire       | 29 m                           | 5,90 m                 | -                    | à définir     |              |
| Dreux                                      | parc de la chapelle royale                                                     | cèdre du Liban                                                   | pluricentenaire    | 16 m                           | 6,30 m                 | -                    | accès payant  |              |
| Fontaine-la-Guyon parc de la mairie        | à côté du puits                                                                | cèdre du Liban,                                                  | 1779               | 30 m                           | 6,20 m                 | -                    | oui           |              |
| Fontaine-la-Guyon parc de la mairie        | à côté de la porte Renaissance                                                 | cèdre du Liban,                                                  |                    | 30 m                           | 5,30 m                 | -                    | oui           |              |
| Fontaine-la-Guyon parc de la mairie        | allée Jehan de Montangon                                                       | cèdre du Liban,                                                  |                    | 33 m                           | 7,20 m                 | -                    | oui           |              |
| Happonvilliers                             | la Prière                                                                      | châtaigniers (2)                                                 |                    |                                |                        | 2023                 | privé         |              |
| Illiers-Combray                            | pré Catelan                                                                    | platane                                                          | 1870 (environ)     | 19 m                           | 4 m                    | -                    | oui           |              |
| Lucé                                       | église Saint-Pantaléon                                                         | cèdre de l'Atlas                                                 |                    | 30 m                           | 3 m                    | -                    | oui           |              |
| Maintenon                                  | château                                                                        | tilleuls : alignement des allées Racine et Le Nôtre (146 et 287) | tricentenaire      | 26 m                           |                        | 3 mai 2023           | oui           |              |
| Maintenon                                  | château                                                                        | trio de platanes                                                 | planté vers 1830   | 38 m                           | entre 4,30 m et 4,90 m | 3 mai 2023           | oui           |              |
| Mainvilliers                               | église Saint-Hilaire                                                           | cèdre                                                            |                    |                                |                        | -                    | oui           |              |
| Meaucé                                     | carrefour D920-D15                                                             | chêne pédonculé, dit « Le Gros Chêne »,                          | 1360 (environ)     | 12 m                           | 10 m                   | 2020                 | oui           |              |
| Mévoisins                                  | rue de l'arbre de la Liberté, devant le café du même nom                       | tilleul de la Révolution,                                        | 1789               | 15 m                           | 2,95 m                 | -                    | oui           |              |
| Mévoisins                                  | au bord de la voie ferrée                                                      | tilleul de la Révolution,                                        | 1789               | 19 m                           | 4,10 m                 | -                    | oui           |              |
| Montigny-le-Chartif                        |                                                                                | chêne « Les Triplettes »                                         |                    | 25 m                           | 4,60 m                 | -                    | à définir     |              |
| Montigny-sur-Avre                          | château                                                                        | chêne pédonculé                                                  |                    |                                |                        | 2009                 | privé         |              |
| Nogent-le-Rotrou                           | parc Daupeley                                                                  | cèdre bleu de l'Atlas,                                           | 1830 (environ)     | 26 m                           | 5,5 m                  | 2020                 | oui           |              |
| Orgères-en-Beauce                          | rue Nationale                                                                  | houx (2)                                                         |                    |                                |                        | 2023                 | privé         |              |
| Pierres                                    | en bordure d'un chemin, proche du cimetière et d'un aérodrome privé            | noyer « L'arbre à six troncs ».                                  | centenaire         | 14 m                           | 4,50 m                 | -                    | oui           |              |
| Prudemanche                                |                                                                                | chêne isolé,                                                     | pluricentenaire    |                                | 6,67 m                 | -                    | à définir     |              |
| Rueil-la-Gadelière château de la Gadelière | dix arbres divers                                                              | acacias, châtaigniers, chênes, ifs                               | 1730-1760          |                                |                        | -                    | accès payant  |              |
| Rueil-la-Gadelière château de la Gadelière | autour du potager                                                              | tilleuls                                                         | 1860               |                                |                        | -                    | accès payant  |              |
| Rueil-la-Gadelière château de la Gadelière | deux allées                                                                    | marronniers                                                      | 1860               |                                |                        | -                    | accès payant  |              |
| Saint-Georges-sur-Eure                     | alignement dans le cimetière                                                   | ifs,                                                             | centenaire         | 5 m (entrée) 4,50 m (suivants) | 6,50 m (moyenne)       | 2017                 | oui           |              |
| Saint-Lubin-des-Joncherets                 | château                                                                        | platanes d'Orient                                                | 1720 (environ)     |                                |                        | 2020                 | privé         |              |
| Forêt de Senonches                         | rond de Condé                                                                  | chêne sessile « Fauteuil »                                       |                    |                                | 6,8 m                  | -                    | oui           |              |
| Forêt de Senonches                         | rond d'Angoulême                                                               | chêne sessile « Les trois frères »,                              | 1700 (environ)     | 32 m                           | 7 m                    | -                    | oui           |              |
| Thiron-Gardais                             | domaine de l'abbaye                                                            | tilleul à petites feuilles de la Révolution,                     | 1792               | 18-21 m                        | 6,75 m                 | 2018                 | oui           |              |
| Thiron-Gardais                             | collège royal militaire                                                        | sequoia                                                          | 1790 (environ)     | 32 m                           | 7,10 m                 | 2019                 | accès payant  |              |